# ماریانگسکیه پوژچه

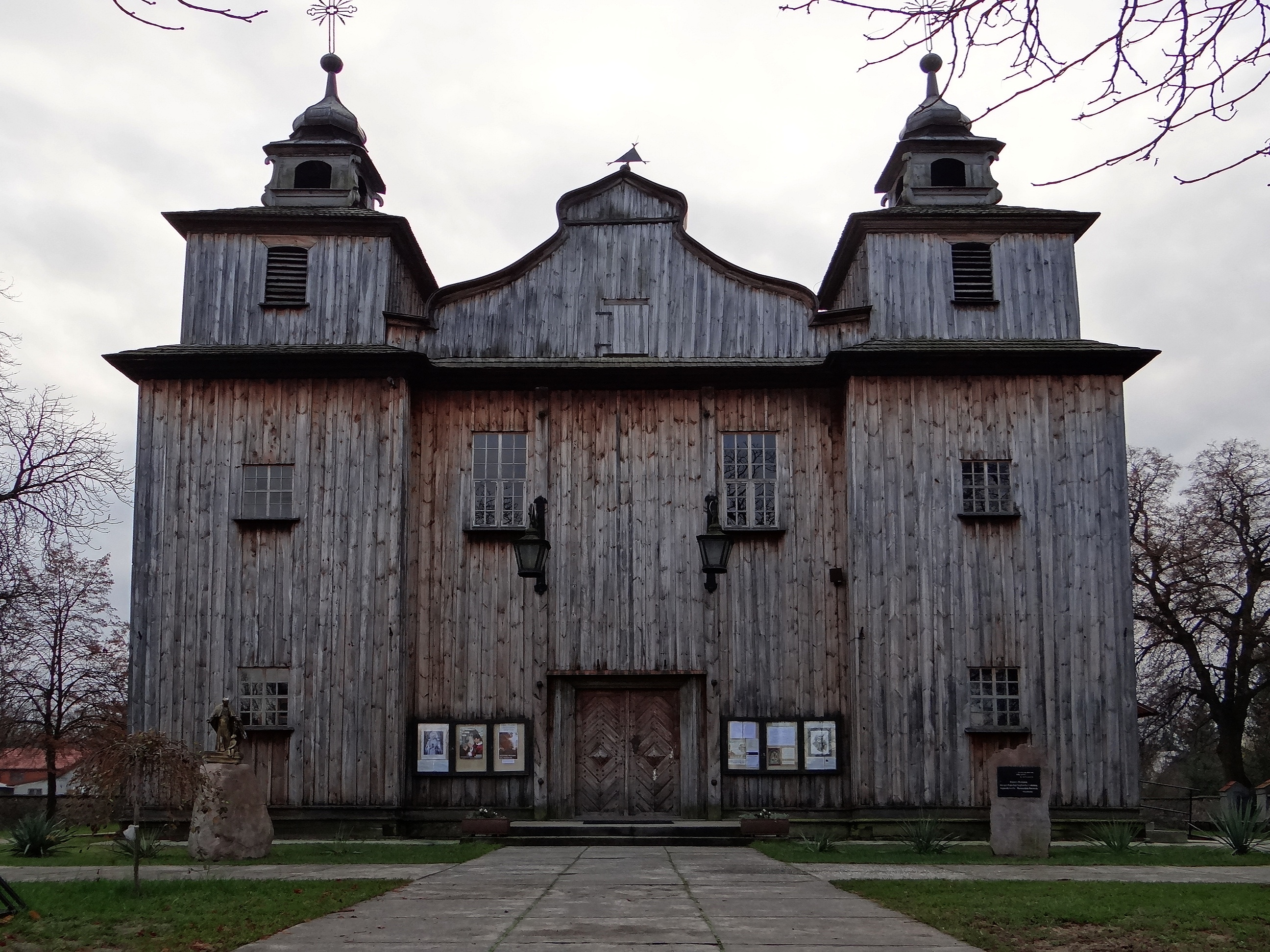
منطقه مسکونی در لهستان

ماریانگسکیه پوژچه (به لاتین: Mariańskie Porzecze) یک روستا در لهستان است که در گمینا ویلگا واقع شده است.